# Mike Taylor (pilote automobile)
Pour les articles homonymes, voir Mike Taylor.
Mike Taylor, né le 24 avril 1934 à Londres et mort le 4 avril 2017, est un pilote automobile anglais. 

## Biographie
Il a notamment couru en Formule 2 à la fin des années 1950, principalement sur Cooper, monoplace sur laquelle il a pris le départ du Grand Prix de Grande-Bretagne 1959. En 1960, il peut disposer d'une Lotus 18 de Formule 1 à l'occasion du Grand Prix de Belgique, mais au cours des essais un grave accident va mettre en terme à sa carrière en monoplace. Ce n'est qu’après une longue convalescence qu'il retrouvera l'usage de ses jambes et dès lors limitera ses participations à quelques rallyes longue distance, tels le marathon Londres-Sydney qu'il terminera à la troisième place en 1977, associé à Paddy Hopkirk sur une Citroën CX.

## Résultats en championnat du monde de Formule 1
| Saison | Écurie                     | Châssis       | Moteur            | Pneus  | GP disputés | Points inscrits | Classement |
| ------ | -------------------------- | ------------- | ----------------- | ------ | ----------- | --------------- | ---------- |
| 1959   | Équipe Alan Brown          | Cooper T45 F2 | Climax FPF 1.5 L4 | Dunlop | 1           | 0               | n.c.       |
| 1960   | Taylor-Crawley Racing Team | Lotus 18      | Climax FPF 2.5 L4 | Dunlop | 0           | 0               | n.c.       |